# Perdita flavipes
Perdita flavipes är en biart som beskrevs av Timberlake 1964. Perdita flavipes ingår i släktet Perdita och familjen grävbin. Inga underarter finns listade i Catalogue of Life.